# Seriemagasinet
Seriemagasinet var et dansk tegneserieblad fra forlaget Interpresse, der udgav 314 numre fra 1968 til 1984.
Bladet indeholdt både danske og udenlandske tegneserier såsom Bankhurst's Barske Bold Børger, Speed Solo, Steve Roper, Mike Nomad, Kerry Drake, Spirit, Rip Kirby, Jens Lyn, Conan, Dick Tracy, Kong Kull og Punisher, samt filmartikler af Nicolas Barbano, musikartikler af Mik Schack og noveller af Erwin Neutzsky-Wulff.
Seriemagasinet blev oprindeligt redigeret af Tonny Lützer, så af Uno Krüger og siden af Carsten Søndergaard.

## Eksterne links
- Seriemagasinet på Interpresse.dk Arkiveret 24. februar 2005 hos  Wayback Machine
- Seriemagasinet på comicwiki.dk
- Seriemagasinet på pegasus.dk
- Seriemagasinet på humlefryd.dk